# Isopterygium palmarum
Isopterygium palmarum är en bladmossart som beskrevs av Brotherus 1908. Isopterygium palmarum ingår i släktet Isopterygium och familjen Hypnaceae. Inga underarter finns listade i Catalogue of Life.